# Limity środowiskowe
Limity środowiskowe — pojęcie używane w prawie rozumiane jako określone maksymalne wartości oddziaływania na środowisko, które nie mogą być przekroczone; Ograniczenia, najczęściej prawne, wynikające z granic planetarnych;  Limity te definiują bezpieczną przestrzeń operacyjną dla ludzkości i planety, biorąc pod uwagę współzależne systemy a przekroczenie tych limitów może prowadzić do poważnej degradacji środowiska, utraty różnorodności biologicznej, zmian klimatycznych i innych kryzysów ekologicznych. Mogą one dotyczyć różnych aspektów, takich jak emisja gazów i pyłów do powietrza, wprowadzanie ścieków do wód lub do ziemi, pobór wód z ujęć własnych, czy składowanie odpadów. Przekroczenie tych limitów może skutkować nałożeniem kar i sankcji. Przedsiębiorstwa i inne podmioty korzystające ze środowiska muszą prowadzić aktualizowaną co rok ewidencję danych zawierającą informacje o zakresie korzystania ze środowiska oraz o wysokości należnych opłat. Opłaty za korzystanie ze środowiska wynikają z ustawy Prawo ochrony środowiska i dotyczą wprowadzania gazów i pyłów do powietrza oraz składowania odpadów.